# Омлин, Йонас
Йонас Омлин (нем. Jonas Omlin; род. 10 января 1994, Зарнен) — швейцарский футболист, вратарь клуба «Боруссия (Мёнхенгладбах)» и сборной Швейцарии.

## Клубная карьера
Профессиональную карьеру начал в 2012 году в клубе «Кринс». Позже перешёл в «Люцерн». В сезоне 2015/16 был отдан в аренду в «Ле Монт».
22 июня 2018 года «Базель» объявил о подписании контракта с Омлином. 21 июля Йонас дебютировал за новый клуб в домашнем матче против «Санкт-Галлена» (1:2).
Под руководством главного тренера, Марселя Коллера, «Базель» выиграл Кубок Швейцарии в сезоне 2018/19. В первом раунде «Базель» обыграл «Монтлинген» со счетом 3:0, во втором раунде «Эшаллен» — 7:2, а в 1/8 финала — «Винтертур» — 1:0. В четвертьфинале был побеждён «Сьон» в дополнительное время со счетом 4:2, а в полуфинале был побеждён «Цюрих» со счетом 3:1. Все эти матчи были сыграны в гостях. Финал состоялся 19 мая 2019 года на стадионе «Стад де Сюис» против «Туна». Первый гол забил нападающий Альбиан Аети, второй за «Базель» Фабиан Фрай, один гол за гостей забил Деян Соргич, и в итоге клуб из Базеля победил со счётом 2:1. Омлин сыграл в четырех кубковых матчах. 12 августа 2020 года клуб объявил о переходе вратаря в «Монпелье». За два сезона в клубе Омлин сыграл в общей сложности 92 игры за «Базель»: 59 из этих игр прошли в Суперлиге, пять — в Кубке Швейцарии, шесть — в Лиге чемпионов, девять — в Лиге Европы и 13 — в товарищеских матчах.
12 августа 2020 года Омлин стал игроком «Монпелье».

## Карьера за сборную
В мае 2019 года был включен в состав национальную сборной Швейцарии на финальную стадию Лиги наций УЕФА 2018/19, но Омлин провёл все матче на скамейке запасных, а его команда финишировала 4-й.
Дебютировал за национальную сборную Швейцарии 7 октября 2020 года в домашнем товарищеском матче против сборной Хорватии (1:2).

## Достижения

### «Базель»
- Обладатель Кубка Швейцарии: 2018/19